# Arabatska prevlaka
Arabatska prevlaka (ukr. Арабатська стрілка, krim. tat. Arabat beli, rus. Арабатская стрелка) je ime za uski i dugi sprud koji se prostire uz istočnu obalu Krima.

## Geografske karakteristike
Arabat je uski (od 270 m do 8 km) i 113 km dug pješčani sprud koja razdvaja slana jezera Sivaša od Azovskog mora.

## Ime
Prevlaka se obično naziva Arabatska strjelica ((ukr.) Арабатська стрілка, Arabatska strilka; (krim. tat.) Arabat beli; (rus.) Арабатская стрелка, Arabatskaya strelka). Podrijetlo ovog imena nije poznato, ali seže do sredine 19. stoljeća.
Ime prevlake može biti vezano za tvrđave Arabat, osmanske utvrde iz 17. stoljeća na južnom ulazu u prevlaku. Druga mogućnost je da "Arabat" potječe ili od arapskog "rabat" što znači "vojni post" ili arapskog "rabad" što znači "predgrađe".

## Geografija i geologija
Arabatska prevlaka dugačka je 112 km, i široka od 0,270 do 8 km;
Površina joj je 395 km2 što daje prosječnu širinu od 3,5 km. Prevlaka je niska i ravna na strani Azovskog mora, dok je obala okrenuta Sivašu razvedenija. Sadrži dva područja koja su široka 7–8 km i imaju brda boje smeđe gline; Nalaze se 7,5 km, odnosno 32 km od Heničeskog tjesnaca. Gornji slojevi ostalih dijelova prevlake formirani su od pijeska i školjaka ispranih tokovima Azovskog mora. Voda uz obalu je plitka, s dubinom od jedva 2 m na nekih 100–200 m od obale. Temperatura vode zimi je oko 0 °C (blizu smrzavanja), 10–15 °C u proljeće i jesen i 25–30 °C u ljeto; a temperatura zraka je gotovo ista.

## Povijest
Ova prevlaka je relativno mlada, nastala sedimentacijskim procesima oko 12. stoljeća.
Arabatska prevlaka je bila divljina do 1835. godine, kada su izgrađene cesta i pet stanica, u razmacina od 25 do 30 km, za poštansku dostavu. Kasnije, u 19. stoljeću, na prevlaci je nastalo 25 seoskih i 3 vojna naselja i jedno selo po imenu Arabat. Seosko stanovništvo brojilo je oko 235 ljudi, a uglavnom su se bavili ribarstvom, poljoprivredom i proizvodnjom soli. Ova posljednja aktivnost tradicionalna je za regiju zbog ogromnih područja plitke i vrlo slane vode u sivaškim lagunama. Proizvodnja soli u 19. stoljeću iznosila je oko 24.000 tona godišnje samo na Arabatskoj prevlaci.
Danas je prevlaka lječilište, a njegova Azovska strana se koristi kao plaža. Dok je prevlaka geofizički dio Krimskog poluotoka, politički je podijeljena između Ukrajine i Krima. Dio sjeverne polovice prevlake pripada Hersonskoj oblasti (Ukrajina), dok je njegov južni dio, de facto od 2014., dio Ruske Republike Krim. Čitava prevlaka je tijekom Ruske aneksije Krima bila okupirana, a Rusija je svoje snage povukla sa sjevernog dijela prevlake u prosincu 2014.

## Vanjske poveznice
|  | Zajednički poslužitelj ima još gradiva o temi Arabatska prevlaka |

- Arabat Spit (engl.)